# Airbus A330
Airbus A330 er et wide-body to-motorers jetfly produceret af Airbus – en afdeling af EADS. De forskellige versioner af A330 har en rækkevidde på 7400 til 13.430 kilometer og kan transportere op til 335 passagerer på to klasser eller 70 tons gods.
A330-modellen kan spore sine rødder tilbage til 1970'erne som en af flere foreslåede videreudviklinger af Airbus' første jetfly A300. A330 udvikledes parallelt med den firmotorede A340-model med hvilken den deler mange komponenter. Begge jetfly anvender både fly-by-wire-teknologi, der først introduceredes på Airbus' fly med A320-modellen, og A320's glascockpit med seks skærme. I juni 1987, efter at have modtaget ordrer fra flere forskellige kunder, lancerede Airbus A330- og A340-modellerne. A330 var Airbus' første flytype, der kunne fås med tre forskellige motorer: General Electric CF6, Pratt & Whitney PW4000 og Rolls-Royce Trent 700.
Den første version, A330-300, fløj første gang i november 1992 og indgik for første gang i almindelig passagertrafik med Air Inter i januar 1994. Som et svar på vigende salgstal fulgte Airbus op med den lidt kortere A330-200-version i 1998, der har vist sig mere populær. Efterfølgende er flere A330-versioner udviklet heriblandt en speciel fragtversion, A330-200F, og et militært tankfly, A330 MRTT. A330 MRTT udgjorde grundlaget for den foreslåede KC-45-model, der indgik i USA's luftvåbens KC-X-konkurrence i samarbejde med Northrop Grumman. Efter oprindeligt at have sejret, tabte den dog til Boeings bidrag efter en appelsag.
Siden lanceringen har A330 gjort det muligt for Airbus at udvide sin markedsandel på wide-body-markedet. Flyselskaberne har valgt A330 som erstatning for de mindre økonomiske trijets på bekostning af andre konkurrerende to-motorers fly. Boeing har udviklet versioner af 767- og 777-typerne som alternativer sammen med 787, der lanceredes i slutningen af 2011. Airbus' fremtidige A350 vil også indgå i dette wide-body-marked. Pr. oktober 2012 var der bestilt 1242 A330-fly af hvilke 917 var leveret. Det selskab med flest A330-fly er Cathay Pacific, der kun bruger -300-versionen. A330 forventes at være i udbud indtil tidligst 2015.

## Udvikling

### Baggrund
| Model             | A300         | A310         | A320         | A330         | A340       |
| ----------------- | ------------ | ------------ | ------------ | ------------ | ---------- |
| Tidligere kode(r) | –            | B10          | SA2          | B9 (TA9)     | B11 (TA11) |
| Debut             | 1972         | 1983         | 1988         | 1994         | 1993       |
| Krop              | Bred         | Bred         | Smal         | Bred         | Bred       |
| Motorer           | 2            | 2            | 2            | 2            | 4          |
| Rækkevidde        | Kort/ mellem | Mellem/ lang | Kort/ mellem | Mellem/ lang | Lang       |

Airbus' første jetfly, A300, udtænktes som en del af en varieret familie af kommercielle fly. I forfølgelse af dette mål begyndte man i de tidlige 1970'ere at undersøge mulighederne for at videreudvikle A300. Før introduktionen af A300 identificerede Airbus ni forskellige variationer, der benævntes A300B1 til -B9. En tiende version, A300B10, introduceredes i 1973 og udvikledes senere til Airbus A310, der har længere rækkevidde end A300. Airbus fokuserede herefter kræfterne på narrow body-markedet, og man udviklede en familie af fly kendt som Airbus A320-familien – det første kommercielle fly med fly-by-wire-styring. Under disse studier skiftede Airbus fokus tilbage på wide-body-markedet, og man arbejdede herefter samtidig på begge projekter.
I midten af 1970'erne begyndte Airbus at videreudvikle A300B9 – en større videreudvikling af A300 der skulle ende med at blive til A330. B9 var essentielt en længere A300 med de samme vinger sat sammen med de mest kraftfulde turbofan-motorer, der var tilgængelige. Den blev udviklet med den voksende efterspørgsel på fly, der kunne udfylde transkontinentale ruter med høj kapacitet og mellemlang distance for øje. Med den samme rækkevidde og kapacitet som McDonnell Douglas DC-10, men med 25 procent bedre brændstoføkonomi, sås B9 som en realistisk erstatning for DC-10- og Lockheed L-1011 TriStar-trijetflyene. Modellen sås også som en mellemdistance-afløser for A300.
På samme tid udvikledes også en 200-sædes fire-motorers version, B11 (der til sidst skulle blive til A340). Denne model var oprindeligt planlagt til at afløse narrow-body-flyene Boeing 707 og Douglas DC-8, der dengang var i kommerciel brug, men udvikledes senere til langdistance wide-body-markedet. For at adskille modellerne fra SA-serien omdøbtes B9 og B11 til TA9 og TA11, idet TA stod for "twin aisle" ("to mellemgange"). Udviklingsomkostningerne reduceredes ved at bruge samme flykrop og vinger til de to fly med en planlagt omkostningsbesparelse på 500 millioner dollars. En anden faktor var de delte præferencer hos udviklerne i Airbus og – endnu vigtigere – de kommende kunder; to-motorers fly blev foretrukket i Nordamerika, fire-motorers i Asien mens meningerne var blandede i Europa. Airbus fandt til sidst, at de fleste potentielle kunder foretrak fire motorer på grund af deres undtagelse fra de eksisterende begrænsninger på to-motorers flys rækkevidde og deres evne til at kunne færgeflyves med én inaktiv motor. Som resultat heraf prioriteredes udviklingen af fire-motors TA11-modellen over TA9.

### Design
De første specifikationer for TA9 og TA11, flytyper der kunne transportere 410 passagerer på én klasse, offentliggjordes i 1982. De viste et stort nedre dæk til gods, der kunne have fem fragtpaller eller 16 LD3-fragtcontainere i det forreste lastrum og fire fragtpaller eller 14 LD3'er i det bageste rum – den dobbelte kapacitet af Lockheed L-1011 TriStar eller DC-10, og 8,46 meter længere end A300. I juni 1985 var TA9 og TA11 udviklet yderligere, blandt andet ved at A320-flyets cockpit, digitale fly-by-wire-styresystemer og joystick-lignende styrepind var indsat. Airbus udviklede det samme cockpit til deres flytyper, således at piloterne kunne skifte fra en type til en anden efter kun én uges træning, hvilket reducerede flyselskabernes udgifter. De to TA-modeller skulle bruge den samme halefinne, de samme haleplaner og de samme kropssektioner som A300-600 – dog udvidet med to sektioner.
Airbus overvejede kort at bruge variable cambervinger – et koncept der krævede, at vingeprofilen ændredes til bestemte faser af flyvningen. British Aerospace (BAe), nu en del af BAE Systems, udførte en række studier af forslaget i Hatfield og Bristol, og Airbus estimerede, at aerodynamikken kunne forbedres to procent, men forbedringen fravalgtes på grund af omkostningerne og besværlighederne ved udviklingen. En vinge med laminar strømning (en form med lav luftmodstand, der forbedrer brændstoføkonomien) undersøgtes også, men blev fravalgt.
Fra begyndelsen af TA9-modellens udvikling planlagdes et frit valg mellem motorer fra de tre store motorfabrikanter; Rolls-Royce, Pratt & Whitney og GE Aviation. GE Aviation tilbød først General Electric CF6-80C2, men senere studier viste, at man skulle bruge mere kraft for at forøge den oprindelige ydelse fra 267 kN til 289 kN. GE forstørrede CF6-80C2-fanen fra 236 til 244 cm, hvilket forøgede ydelsen fra 300 til 320 kN. Modellen kaldtes CF6-80E1. Rolls-Royce ville oprindeligt bruge Trent 600-motoren med 267 kN ydelse til A330-modellen og den kommende McDonnell Douglas MD-11. Virksomheden accepterede dog senere at udvikle en motor specielt til A330, Trent 700, der havde en større diameter og 311 kN ydelse. Ligeledes underskrev Pratt & Whitney en aftale, der betød, at den A330-specifikke PW4168 udvikledes. Virksomheden øgede fanstørrelsen for at give mere kraft, hvilket gjorde motoren i stand til at yde 311 kN.
Den 27. januar 1986 holdt Airbus Industries ledelse et møde i München, Vesttyskland. Efterfølgende meddelte formanden, Franz Josef Strauß, at "Airbus Industrie nu er i stand til at færdiggøre den tekniske definition af TA9, der nu officielt hedder A330, og TA11, der nu hedder 340, med de potentielle flyselskaber og til at diskutere omstændighederne for de første ordrer". Navnene var oprindeligt givet omvendt; de ombyttedes, så fire-motors flyet kunne have et fire-tal i navnet. Airbus håbede, at fem flyselskaber ville afgive ordrer på både A330 og A340, og den 12. maj 1986 sendte man salgsforslag til de mest sandsynlige kandidater – blandt andre Lufthansa og Swissair.

### Produktion og test
Forud for produktionen af A330 og A340 investerede Airbus' partnere voldsomt i nye faciliteter. I England opførte BAe et syv millioner pund dyrt tre-etagers teknisk center med 15.000 kvadratmeter gulvplads i Filton. BAe brugte også £5 millioner på en ny produktionslinje til vingefabrikken i Chester. I Tyskland investerede Messerschmitt-Bölkow-Blohm (MBB) DM400 millioner i forskellige fabriksfaciliteter ved Weser-floden – blandt andet ved Bremen, Einswarden, Varel og Hamburg. Frankrig gennemførte de største investeringer, idet Aérospatiale opførte et nyt Fr.2,5 milliarder dyrt slutmonteringsanlæg ved siden af Toulouse-Blagnac Lufthavn i Colomiers. Søjlerne til den nye Clément Ader-monteringshal rejstes i november 1988. Monteringsprocessen indebar øget automatisering – blandt andet benyttedes robotter til at bore huller og installere skruer, når vinger og flykrop blev samlet.
Den 12. marts 1987 modtog Airbus de første ordrer på A330-modellen. Det franske indenrigsflyselskab Air Inter afgav fem ordrer og 15 optioner, mens Thai Airways International købte otte fly ligeligt fordelt mellem ordrer og optioner. Airbus annoncerede næste dag, at man ville lancere A330- og A340-programmerne formelt i midten af april 1987 med de første leverancer af A340 og A330 i henholdsvis maj 1992 og i 1993. Den 31. marts 1987 underskrev Northwest Airlines en hensigtserklæring om at købe 20 A340-fly og ti A330-fly.
BAe finansieredes til slut med £450 millioner fra Storbritanniens regering – langt mindre end de £750 millioner, man oprindeligt bad om til at designe og konstruere vingerne. De tyske og franske regeringer bidrog også med finansiering. Airbus bestilte underleverancer fra firmaer i Australien, Østrig, Canada, Kina, Grækenland, Italien, Indien, Japan, Sydkorea, Portugal, USA og det tidligere Jugoslavien. Med finansieringen på plads lancerede Airbus A330- og A340-programmerne den 5. juni 1987 lige før Paris Air Show. På det tidspunkt havde man 130 ordrer i ordrebogen fra ti kunder – heriblandt udlejningsvirksomheden International Lease Finance Corporation (ILFC). Ud af de 130 ordrer var 41 på A330-fly. I 1989 tilsluttede det asiatiske flyselskab Cathay Pacific sig listen over aftagere, idet man bestilte ni A330-eksemplarer. Senere øgedes antallet til 11.
Sammensætningen af vinge og flykrop på den første A330, det tiende flystel i A330- og A340-linjen, begyndte i midten af februar 1992. Dette fly, dækket af primer-maling, rullede ud den 31. marts 1992 uden sine General Electric CF6-80E1 motorer, der først installeredes i august. Under en statisk test levede vingen lige præcis ikke op til kravene, men ingeniørerne hos BAe løste problemet. Ved Farnborough Airshow samme år udskød Northwest leveringen af 16 A330 til 1994 efter at have annulleret deres A340-ordrer.
Den første færdiggjorte A330 rullede ud den 14. oktober 1992, og jomfruflyvningen fulgte den 2. november. Med en vægt på 181.840 kg, heriblandt 20.980 kg testudstyr, blev A330 det største to-motorers fly i luften nogensinde, selvom rekorden senere blev overgået af Boeings 777-fly. Flyvningen varede fem timer og 15 minutter, under hvilken hastighed, højde og andre flykonfigurationer blev testet. Airbus besluttede sig til sidst for at bruge seks fly med tilsammen 1800 timer i luften til testprogrammet. Den 21. oktober 1993 modtog Airbus A330 de europæiske Joint Aviation Authorities (JAA) og amerikanske Federal Aviation Administration (FAA) certificeringer samtidig, efter samlet 1114 timer i luften fordelt på 426 testflyvninger. På samme tid viste vægttestene sig gunstige, idet flyet var 500 kg lettere end beregnet.
Den 30. juni 1994 ramte uheldet under certificeringen af Pratt & Whitney-motoren, da en A330 styrtede ned nær Toulouse. Begge piloter og de fem passagerer omkom. Flyet var designet til at teste autopilotens svar på en worst-case situation med een motor slukket og tyngdepunktet nær det agterste maksimum. Kort efter takeoff havde piloterne besvær med at indstille autopiloten, og flyet mistede fart og styrtede. Ulykken efterforskedes af en intern afdeling i Direction General d'Aviation, der konkluderede, at ulykken var et resultat af langsomme reaktioner og forkerte handlinger af besætningen under genoprettelsen af flyets stabilitet. Dette ledte til, at A330-modellens operationsprocedurer revideredes.

### Ibrugtagning
Air Inter var det første selskab, der modtog en A330, og flyet indsattes for første gang i normal trafik den 17. januar 1994 mellem Orly Lufthavn, Paris, og Marseille. Leverancerne til Malaysia Airlines (MAS) og Thai Airways International udsattes, så en fejl med delaminering i kompositmaterialerne i PW4168-motorens thrust reverser kunne rettes. Thai Airways modtog sin første A330 i andet halvår 1994, og flyet indsattes på ruterne fra Bangkok til Taipei og Seoul. Cathay Pacific modtog deres Trent 700-udstyrede A330-fly efter at denne motor certificeredes den 22. december 1994. MAS modtog deres A330 den 1. februar 1995 og omlagde derefter leveringen af deres ti andre ordrer.
Airbus havde til hensigt, at A330 skulle konkurrere på Extended-range Twin-engine Operation Performance Standards (ETOPS)-markedet specifikt mod Boeing 767. (ETOPS er en standard, der tillader langdistanceflyvninger væk fra en lufthavn, man kan omdirigere til, for fly der har mødt specielle design- og teststandarder.) I stedet for "ETOPS out of the box" eller "Early ETOPS" (en tilgang, hvor flyene er ETOPS-certificerede fra starten af), som Boeing benyttede med sin 777-model,valgte Airbus gradvist at øge ETOPS-godkendelserne på A330 ved at bruge flyenes serviceerfaring. Airbus mente, at A340 og A330 essentielt var ens, bortset fra deres motorantal, og at erfaringer med A340-modellen kunne bruges til A330's ETOPS-godkendelse. Planen for alle tre motortyper var, at de skulle indgå i normal trafik med en 90-minutters godkendelse, før denne øgedes til 120, efter at den samlede A330-flåde havde akkumuleret 25.000 flyvetimer. Efter 50.000 flyvetimer i 1995 skulle flyet godkendes til 180 minutter. Aer Lingus og Cathay Pacific var to af de vigtigste flyselskaber, der hjalp Airbus med denne opgave, idet de akkumulerede flyvetimer på flyvninger over havet. I november 2009 blev A330 det første fly, der modtog ETOPS-240-godkendelse, hvilket sidenhen er blevet tilbudt af Airbus som en tilkøbsmulighed.

### Videreudvikling
Som svar på et vigende salg af A330-300, øget konkurrence fra Boeing 767-300ER og ønsker fra flyselskaberne om øget rækkevidde og mindre kapacitet udviklede Airbus A330-200. A330-200, der var kendt som A329 og A330M10 under udviklingen, har ni procent lavere driftsomkostninger end Boeing 767-300ER. Flyet var rettet mod 11.900 km-sektoren, hvor Airbus forudså en efterspørgsel på 800 fly mellem 1995 og 2015. Projektet, der havde en forventet udviklingsomkostning på 450 millioner dollars, godkendtes af Airbus' ledelse den 24. november 1995.
A330-200 fløj første gang den 13. august 1997. Den 16 måneder lange certificeringsproces involverede 630 timers testflyvninger. A330-200-flyets første kunde var ILFC. Flyene leasedes af Canada 3000, der var de første til at indsætte flyet i normal trafik.
Mens Airbus arbejdede på A330-200, rapporteredes om problemer med de hydrauliske pumper hos både A330 og A340. Problemet mistænktes at have forårsaget en brand, der ødelagde en Air France A340-200 i januar 1994. 4. januar samme år omsluttedes en Malaysia Airlines A330-300 af flammer der stammede fra højre sides hjulbrønd, mens den undergik normal vedligeholdelse. Hændelsen forårsagede skader for 30 millioner dollars, og det tog seks måneder at reparere flyet. Efterfølgende i januar 1997 rådedes alle selskaber med A330 i flåden til at slå de elektriske pumper fra.
Et andet problem var pludselige motorstop på Trent 700-motorerne under flyvninger. Den 11. november 1996 tvang en motorfejl en Cathay Pacific-A330 tilbage til Ho Chi Minh-byen. Den 17. april 1997 oplevede Cathay Pacifics partner Dragonair et motorstop på en A330 forårsaget af kultilstopning af oliefilteret. Som resultat heraf opgav Cathay Pacific selv sin 120-minutters ETOPS-tilladelse. En anden motorfejl fandt sted den 6. maj 1997 kort efter starten på en Cathay Pacific A330. Problemet sporedes til et lejesvigt i gearkassen bygget af Hispano-Suiza. Tre dage senere oplevede endnu en Cathay Pacific A330 et pludseligt fald i olietrykket kort efter starten på ruten mellem Bangkok og Hong Kong. Det resulterende motorstop tvang flyet tilbage til Bangkok. Årsagen sporedes senere til metalforurening i motorens hovedchip. Cathay Pacific og Dragonair valgte selv at holde deres A330-flåder på jorden i to uger efter en femte motorfejl den 23. maj 1997. Beslutningen om at give de i alt 15 A330-fly flyveforbud forårsagede store problemer, da Cathays 11 A330-fly udgjorde 15 procent af deres passagerkapacitet. Rolls-Royce og Hispano-Suiza arbejdede på at løse problemet, og et nydesignet system til smøring af de involverede områder sendtes af sted til flyselskaberne.
Airbus arbejdede herefter på en A330-fragtversion. Som en reaktion på vigende A300-600F- og A310F-salg, begyndte virksomheden omkring 2011 at markedsføre Airbus A330-200F, der er afledt af A330-200. Fragtflyet har en rækkevidde på 7400 km med 65 tons fragt om bord eller 5900 km med 70 tons. Flyet har et større næsehjul end de tilsvarende passagerfly. Hjulet, der ligger i en karakteristisk udbulet "kåbehævelse", kan sænkes, så lastrummet er vandret under lastningen.
A330-200F fik sin jomfruflyvning den 5. november 2009. Dette markerede starten på et fire måneder langt, 180 timers certificeringsprogram. JAA- og FAA-certificeringerne forventedes i marts det følgende år, selvom godkendelsen fra JAA forsinkedes til april. Det første fly leveredes i juli 2010 til Etihad Airways' fragtafdeling, Etihad Crystal Cargo.
I slutningen af august 2011 var der bestilt i alt 1155 A330-fly, hvoraf 807 af dem var leveret. De største operatører af A330 er Cathay Pacific med 33 stk. og Delta Air Lines – der ellers kun havde Boeing-fly før fusionen med Northwest Airlines – med 32 eksemplarer. Airbus annoncerede i februar 2011, at man planlagde at hæve produktionsraten fra 7,5 til 8 om måneden og igen til 9 om måneden i 2012 og ti om måneden i 2013. Airbus forventer at A330 vil blive solgt indtil tidligst 2015.

## Generelt om designet
A330 er et mellemstort widebody-fly med to motorer ophængt på standere under vingerne. På jorden bærer det to-hjulede næselandingshjul og to fire-hjulede bogiehovedhjul bygget af Messier-Dowty en maksimal rampevægt (MRW) på 230,9 tons, mens den designede maksimale startvægt (MTOW) er 230 tons på A330-200-versionen. Der er mulighed for at få en maksimal rampevægt på 233,9 tons med en tilsvarende maksimal startvægt på 233 tons.
Flykroppen på en A330-model indeholder en udkraget enkeltvinge, der er monteret lavt på flystellet. Den er næsten magen til den vinge, der sidder på A340-modellen. Vingerne er designet og fremstillet af BAe, der valgte at udvikle en lang, tynd vinge med et meget højt formatforhold for at give en høj aerodynamisk effektivitet. Vingen har en vinkel på 30 grader, og sammen med andre designvalg giver dette en maksimal hastighed på mach 0,86. Vingen har et meget højt tykhed-til-korde-forhold på 12,8 procent, hvilket betyder, at der opnås et stort vingespænd og et højt formatforhold uden at øge flyets vægt væsentligt. Til sammenligning har den rivaliserende MD-11 et tykhed-til-korde-forhold på 8-9 procent. Begge vinger har også en 2,74 meter høj winglet i stedet for de wingtip fences, der installeredes på tidligere Airbus-modeller.
Eftersom A330 deler vingedesign med A340-modellen, kan de aerodynamiske forbedringer, der er udviklet til A340, inkorporeres i A330-modellens design. Da International Aero Engines' radikale ultra-high-bypass V2500 "SuperFan"-projekt, der lovede et reduceret brændstofforbrug på omkring 15 procent til A340-flyet, slog fejl, måtte man i stedet udvikle flere forbedringer – blandt andet opgraderede vinger – for at kompensere. Vingen designedes oprindeligt med et spænd på 56 meter men forlængedes senere til 58,6 meter for til slut at ende på 60,3 meter. Med 60,3 meter ligner vingespændet det, man finder på den større Boeing 747-200 – dog med 65 procent mindre vingeareal.
A330 og A340's flykrop er baseret på Airbus A300-600-modellens, og de deler mange dele – blandt andet har de den samme kabinebredde og samme eksterne bredde på henholdsvis 5,28 meter og 5,64 meter. Sædekonfigurationen er ofte 2-2-2 på første klasse og business class og 2-4-2 på økonomiklasse. Halefinnen og sideroret er mestendels lavet af kompositmaterialer. På jorden bruger A330 Honeywells 331–350C auxiliary power unit (APU).
A330 har det samme glascockpit som A320 og A340. Glascockpittet er udstyret med computergenererede instrumenter frem for mekaniske. I stedet for en konventionel styrepind er cockpittet udstyret med joystick ved siden af sæderne, seks hovedskærme, det såkaldte Electronic Flight Instrument System (EFIS) – der styrer navigation og skærme – og Electronic Centralised Aircraft Monitor (ECAM). Foruden cockpittet deler A330 også det såkaldte fly-by-wire-system med A320-familien, A340, 380 og den kommende A350. Flyet indeholder også tre primære og to sekundære styresystemer, ligesom det også er udstyret med et begrænsningssystem, der forhindrer voldsomme manøvrer, der overstiger flyets aerodynamiske og strukturelle begrænsninger.

## Versioner

### A330-300
A330-300 er baseret på en forlænget A300-flykrop, der er 63,69 meter lang men med nye vinger, finner og et nyt fly-by-wire-system. -300-versionen har en kapacitet på 295 passagerer i et layout med tre klasser, 335 passagerer på to klasser, eller 440 med kun én klasse. Den har en rækkevidde på 10500 kilometer og en stor lastkapacitet, der kan sammenlignes med de tidlige Boeing 747-fly. Kraften leveres af to motorer af mærket General Electric CF6-80E, Pratt & Whitney PW4000 eller Rolls-Royce Trent 700, der alle er ETOPS-180-certificerede. -300 indgik i normal trafik første gang i 1994.
Pr. december 2011 var der bestilt 554 -300-fly, og heraf var 384 leveret og 382 stadig operative. Listeprisen i 2011 var $222,5 millioner. De nærmeste konkurrenter er Boeing 777-200 og McDonnell Douglas MD-11, der dog ikke længere produceres. Airbus planlægger at øge den maksimale bruttovægt på -300-modellen med to tons.

### A330-200
A330-200 er en forkortet version med længere rækkevidde, der lanceredes i 1998. Den typiske rækkevidde med 253 passagerer på tre klasser er 13.400 kilometer. A330-200 er ti spanter kortere end den oprindelige -300 med en længde på 58,82 meter. For at kompensere for den kortere flykrops mindre drejningsmoment er halefinnens højde øget med 1,04 meter. -200-versionens vinge ændredes også; en strukturel forstærkning af vingen betød, at man kunne øge den maksimale startvægt til 229,8 tons. -200 tilbydes med et valg mellem tre motortyper ligesom den oprindelige -300-version – nemlig General Electric CF6-80E, Pratt & Whitney PW4000 eller Rolls-Royce Trent 700. Airbus øgede også brændstofkapaciteten ved at udnytte den 139.100 liter store centraltank, der er standard på A340-modellen.
Pr. december 2011 er der bestilt 572 eksemplarer af -200-versionen, af hvilke 444 er leveret og 440 stadig er i drift. Listeprisen i 2011 var 200,8 millioner dollars. Ændringerne på -200-modellen gav et betydeligt løft til flyets driftsøkonomi og gjorde flyet mere populært end den fire-motorede A340. -200 konkurrerer med Boeing 767-300ER og i en mindre grad med 767-400ER. Fremover er den primære konkurrent 787 Dreamliner. A330-200 leveres også som privatjet med ultra-lang rækkevidde fra Airbus Executive and Private Aviation markedsført som A330-200 Prestige.

#### A330-200F
A330-200F er en fragtversion af A330-200, der kan bære 65 tons fragt over 7400 kilometer eller 70 tons over 5900 kilometer. For at rette den normale A330's stilling på jorden, der ikke er parallel med jorden, bruger A330F-flyet et nydesignet næsehjul for at gøre lastrummet horisontalt under lastning. Det normale hjul fra A330-200 bruges, men det er sat fast på flykroppen længere nede, og dermed er man nødt til at have den karakteristiske bule på kroppen for at kunne rumme det optrukne hjul. Kraften leveres af to Pratt & Whitney PW4000- eller Rolls-Royce Trent 700-motorer. General Electric planlægger ikke at tilbyde motorer til A330-200F.
Pr. december 2011 havde Airbus leveret ni fly, mens ordrebogen stod på 51 fly. Listeprisen er $203.6 millioner. Udover nybyggede fragtfly har Airbus også foreslået et passager-til-fragt-program, der skal konvertere eksisterende A330-200 til A330-200F. Størrelsen på en A330-200F ligger mellem 767-300F og 777F.

#### A330-200HGW
I 2008 offentliggjorde Airbus planer om en version af A330-200 med højere bruttovægt for at kunne konkurrere med Boeing 787 Dreamliner. De nybyggede A330-200HGW fik en forøget maksimal startvægt på fem tons, hvilket giver en forøget rækkevidde på 560 kilometer og en forøget kapacitet på 3,4 tons. Korean Air blev den første kunde den 27. februar 2009 med ordrer på seks -200HGW. Leveringerne af de første fly begyndte i 2010.

#### A330 konverteret fragtfly
I 2012 annoncerede Airbus planer om et passager-til-fragt-program sammen med ST Aerospace. A330-300 (til at starte med) og -200 (omkring et år senere) vil blive en del af konverteringsprogrammet. Konverteringen vil hovedsageligt finde sted i Dresden, Tyskland. Qatar Airways har allerede udvist interesse for programmet.. Flyet forventes at indgå i normal fragttrafik i 2016.

### A330neo
Airbus har videreudviklet A330, så neo-versionen får et lidt større vingespand (4 meter), den udstyres med to Rolls-Royce Trent 700 motorer, og bliver også udstyret med Airbus nye fleksible kabinedesign. A330neo vil kunne medtage op til 10 passagerer mere end forgængerne. Den kommer i to varianter: A330-900 baseret på A330-300, desuden i A330-800 baseret på den lidt mindre A330-200. Grundet valget af de nye sammensatte composit-materialer til skroget og vingerne, vil det forbruge væsentligt mindre brændstof.
Den 19. oktober 2017 havde den sin første testflyvning/jomfrutur, en tur på 4 timer og 13 min. over sydvest Frankrig. Det var i A330-900 varianten. Der yderligere bygget to andre testfly; en A330-900 og en A330-800. Pr. denne dato har 12 kunder tilsammen afgivet ordrer på 212 fly. Lanceringskunde bliver TAP Portugal i løbet 2018.

### Militære versioner

#### Airbus A330 MRTT
Airbus A330 MRTT er en fler-rollet transport- og tankversion (MRTT) af A330-200, der er designet til lufttankning og strategisk transport. Pr. juni 2011 har luftvåbnene i Australien, Saudi Arabien, De Forenede Arabiske Emirater og Storbritannien bestilt i alt 28 A330 MRTT.

#### EADS/Northrop Grumman KC-45
EADS/Northrop Grumman KC-45 var en foreslået version af A330 MRTT til USA's luftvåbens (USAF) KC-X-lufttankningsprogram. I februar 2008 valgte USAF flyet som erstatning for deres Boeing KC-135 Stratotanker. Udskiftningsprocessen var indhyllet i kontroverser, korruption og beskyldninger om favorisering. I juli 2010 indsendte EADS et bud på en lufttanker uden Northrop Grumman som partner. Den 24. februar 2011 valgte USAF dog Boeings KC-767-forslag – der senere er navngivet KC-46 – på grund af den lavere pris.

### Aflyste versioner

#### A330-200Lite
For at konkurrere med Boeings 787 tilbød Airbus i 2004 en videreudviklet version af A330-200 med færrest mulige ændringer kaldet A330-200Lite. Som navnet antyder, ville versionen have haft en lavere startvægt end 202 tons, og kombineret med svagere motorer ville det give en rækkevidde på 7400 km. A330-200 Lite var rettet mod Singapore Airlines, der var på udkig efter en afløser til deres Airbus A310-300. Versionen skulle også have erstattet Airbus A300-600R og tidlige versioner af Boeing 767. Flyselskaberne var dog ikke tilfredse med det foreslåede fly, og Airbus måtte arbejde videre med en helt ny model, A350 XWB.

#### A330-300HGW
I 2000 kom det frem, at Airbus overvejede en A330-300-version med højere bruttovægt. Den kaldtes A330-300HGW og havde en startvægt på 240 tons – syv tons mere end -300's vægt. Versionen skulle have haft en forstærket vinge og større brændstofkapacitet fra en 41.600 liters centerbrændstoftank. A330-300HGW-versionens rækkevidde skulle øges til over 11.000 kilometer. Blandt de, der viste interesse for modellen, kan nævnes ILFC, der søgte fly, der kunne flyve fra USA's vestkyst til Europa.
Kraften skulle leveres af alle tre typer motorer, der blev tilbudt til de andre to A330-passagermodeller. Airbus overvejede også at bruge den nye Engine Alliance GP7000-motor til A330-300HGW, hvilket ville have været motorens første brug på et to-motorers fly. -300HGW skulle have været lanceret i 2004, men programmet kom dog aldrig i gang.

#### A330-500
A330-500, der også var kendt som A330-100, var en foreslået mindre udgave af A330-200-versionen, der introduceredes på Farnborough Airshow i juli 2000 med otte spanter færre – fire foran og fire bag vingen. Dette ville give en kapacitet på 222 passagerer. -500-versionens maksimale startvægt ville have været 228 tons – fem tons mindre end A330-200 – hvilket ville give en rækkevidde på 12.970 kilometer. En lettere undervariant, der ville have vejet 195 tons, ville have fløjet op til 8.060 kilometer. Flyet ville have haft et fem procent bedre specifikt brændstofforbrug end A300-600 med motorer af typerne CF6-80G2, PW4000 eller Trent 500.
Blandt de potentielle kunder var ILFC, CIT Aerospace, Lufthansa og Hapag-Lloyd. De to sidstnævnte fandt dog ikke versionen med længere rækkevidde tillokkende. De foretrak fly med kortere rækkevidde, da det passede bedre til deres rutestrukturer. Singapore Airlines forventedes også som kunde, da selskabet ledte efter en erstatning for deres A310-fly. Airbus havde til hensigt at fastlægge det endelige design sent i 2001, og flyet skulle have fløjet for første gang i tredje kvartal 2003 og være indsat i normal trafik inden for et år. Programmet annulleredes imidlertid, da interessen fra kunderne manglede.

## Operatører
Pr. juli 2011 var der i alt 766 eksemplarer A330 i drift fordelt på 499 A330-200, 6 -200F og 361 -300. Blandt flyselskaber med flytypen kan nævnes Cathay Pacific (32), Delta Air Lines (31), Qatar Airways (29), Emirates (27), Air China (26), Etihad Airways (23), Korean Air (21), China Airlines (20), China Southern Airlines (20), TAM Linhas Aéreas (20), Singapore Airlines (19), Thai Airways International (19), Malaysia Airlines (16), Air France (15), Lufthansa (15) og flere andre med færre eksemplarer pr. juli 2011. I 2007 modtog Northwest Airlines deres 32. A330 og blev typens største kunde på det tidspunkt. Selskabet er siden slået sammen med Delta Air Lines. Den største enkeltstående ejer af A330 i 2011 var Cathay Pacific, der sammen med datterselskabet Dragonair havde 46 fly i brug og 21 i ordrebogen pr. april 2011.

### Ordrer og leverancer
|           | Ordrer | Ordrer     | Leverancer | Leverancer | Leverancer | Leverancer | Leverancer | Leverancer | Leverancer | Leverancer | Leverancer | Leverancer | Leverancer | Leverancer | Leverancer | Leverancer | Leverancer | Leverancer | Leverancer | Leverancer | Leverancer | Leverancer | Leverancer |
| Type      | Total  | Udestående | Total      | 2012       | 2011       | 2010       | 2009       | 2008       | 2007       | 2006       | 2005       | 2004       | 2003       | 2002       | 2001       | 2000       | 1999       | 1998       | 1997       | 1996       | 1995       | 1994       | 1993       |
| --------- | ------ | ---------- | ---------- | ---------- | ---------- | ---------- | ---------- | ---------- | ---------- | ---------- | ---------- | ---------- | ---------- | ---------- | ---------- | ---------- | ---------- | ---------- | ---------- | ---------- | ---------- | ---------- | ---------- |
| A330-200  | 566    | 102        | 464        | 20         | 40         | 32         | 38         | 49         | 42         | 39         | 29         | 25         | 19         | 36         | 16         | 27         | 40         | 12         |            |            |            |            |            |
| A330-200F | 58     | 47         | 11         | 2          | 4          | 5          |            |            |            |            |            |            |            |            |            |            |            |            |            |            |            |            |            |
| A330-300  | 575    | 171        | 404        | 20         | 43         | 50         | 38         | 23         | 26         | 23         | 27         | 22         | 12         | 6          | 19         | 16         | 4          | 11         | 14         | 10         | 30         | 9          | 1          |
| Total     | 1,199  | 320        | 879        | 42         | 87         | 87         | 76         | 72         | 68         | 62         | 56         | 47         | 31         | 42         | 35         | 43         | 44         | 23         | 14         | 10         | 30         | 9          | 1          |

Data fra slutningen af maj 2012.

## Ulykkeshistorie
Pr. februar 2012 har Airbus A330 været involveret i 13 større luftfartshændelser, heriblandt seks bekræftede skrogtab og to flykapringer med i alt 339 dødsfald. Typens første fatale ulykke fandt sted den 30. juni 1994 nær Toulouse på en testflyvning, da en Airbus-ejet A330-300 styrtede, mens man simulerede en motorfejl under opstigningen. Alle syv om bord blev dræbt. Airbus rådede efterfølgende alle A330-operatører til at slå autopiloten fra og begrænse hældningsgraden, hvis man skulle opleve en motorfejl ved lav hastighed. Den 15. marts 2000 oplevede en Malaysia Airlines A330-300, der transporterede forkert beskrevne ætsende kemikalier, skade på skroget og blev afnoteret.
Typens anden fatale ulykke, og den første i kommerciel tjeneste, fandt sted den 1. juni 2009, da Air France Flight 447, en A330-200 på vej fra Rio de Janeiro til Paris med 228 personer om bord, styrtede i Atlanterhavet 640 til 800 kilometer nordøst for Fernando de Noronha uden overlevende. Undersøgelserne pegede først på fejlende pitotrør som en del af årsagen til styrtet, da det involverede fly havde Thales-konstruerede "–AA"-modeller, der var kendt for at vise forkerte flyvehastigheder under frysende tilstande. I juli 2009 rådede Airbus alle A330- og A340-operatører til at erstatte Thales-pitotrørene med rør fremstillet af Goodrich. Efterforskerne konkluderede, at en utilstrækkelig reaktion fra piloterne på tabet af flyvehastighedsdata og det faktum, at autopiloten efterfølgende slog fra, resulterede i, at flyet stallede.
Den 12. maj 2012 styrtede Afriqiyah Airways Flight 771, en A330-200, under indflyvningen til Tripoli International Airport i Libyen på en flyvning fra O.R. Tambo International Airport, Johannesburgi Sydafrika. Af de 104 mennesker om bord blev alle undtagen en ni-årig hollandsk dreng dræbt. Efterdønningerne af borgerkrigen i Libyen hæmmede ulykkesundersøgelsen.
De to kapringer af A330-fly er resulteret i ét dødsfald, nemlig kapreren af Philippine Airlines Flight 812 den 25. maj 2000, da han sprang ud af flyet. Kapringen af Sabena Flight 689 den 13. oktober 2000 sluttede uden dødsfald, da spansk politi stormede flyet. 24. juli 2001 blev to tomme SriLankan Airlines A330-fly ødelagt under angrebet på Bandaranaike International Airport i Colombo, Sri Lanka af De Tamilske Tigre. Den 25. december 2009 overmandede passagerer og besætning en mand, der prøvede at detonere sprængstof i sit undertøj på en A330-300, der fløj Northwest Airlines Flight 253.
To hændelser, hvor en A330 satte ud under flyvningen, blev overlevet af alle om bord. Den 24. august 2001 opstod en brændstoflækage på Air Transat Flight 236, en A330-200, over Atlanterhavet på grund af en forkert installeret hydraulikkomponent, og flyet måtte svæveflyve i over 15 minutter, før man kunne nødlande på Azorerne. Den 7. oktober 2008 mistede Qantas Flight 72, en A330-300, hurtigt højde under to automatiske manøvrer, hvor næsen gik ned 150 kilometer fra Learmonth-luftbasen i det nordvestlige Australien. Efter et nødopkald landede piloterne flyet sikkert på Learmonth. Det blev senere bestemt, at ulykken, der forårsagede 106 kvæstede, heraf 14 alvorlige, var resultat af en designfejl i flyets Air Data Inertial Reference Unit og en begrænsning i flyets computersoftware.

## Specifikationer og modelbetegnelser

### Specifikationer
|                                   | A330-200                                                               | A330-200F                                       | A330-300                                                               |          |
| --------------------------------- | ---------------------------------------------------------------------- | ----------------------------------------------- | ---------------------------------------------------------------------- | -------- |
| Piloter                           | To                                                                     | To                                              | To                                                                     |          |
| Sædekapacitet, typisk             | 253 (3 klasser) 293 (2 klasser) 380 (maksimum)                         | i/t                                             | 295 (3 klasser) 335 (2 klasser) 440 (maksimum)                         |          |
| Længde                            | 58,82 m                                                                | 58,82 m                                         | 63,69 m                                                                |          |
| Vingespænd                        | 60,3 m                                                                 | 60,3 m                                          | 60,3 m                                                                 |          |
| Vingeareal                        | 361,6 m2                                                               | 361,6 m2                                        | 361,6 m2                                                               |          |
| Sideforhold                       | 10,06                                                                  | 10,06                                           | 10,06                                                                  | 10,06    |
| Pilform                           | 30°                                                                    | 30°                                             | 30°                                                                    |          |
| Halehøjde                         | 17,39 m                                                                | 16,90 m                                         | 16,83 m                                                                |          |
| Kabinebredde                      | 5,28 m                                                                 | 5,28 m                                          | 5,28 m                                                                 |          |
| Kropsbredde                       | 5,64 m                                                                 | 5,64 m                                          | 5,64 m                                                                 |          |
| Lastkapacitet                     | 136 m3                                                                 | 475 m3 70 t / op til 12 containere              | 162,8 m3                                                               |          |
| Tomvægt (typisk)                  | 119.600 kg                                                             | 109.000 kg                                      | 124.500 kg                                                             |          |
| Maksimal startvægt (MTOW)         | 233.000 kg til 238.000 kg                                              | 227.000 kg til 233.000 kg                       | 230.000 kg til 235.000 kg                                              |          |
| Maksimal landingsvægt             | 180.000 kg                                                             | 180.000 kg                                      | 185.000 kg                                                             |          |
| Marchhastighed                    | Mach 0,82 (871 km/t i 11.000 meters marchhøjde)                        | Mach 0,82 (871 km/t i 11.000 meters marchhøjde) | Mach 0,82 (871 km/t i 11.000 meters marchhøjde)                        |          |
| Tophastighed                      | Mach 0,86 (913 km/t i 11.000 meters marchhøjde)                        | Mach 0,86 (913 km/t i 11.000 meters marchhøjde) | Mach 0,86 (913 km/t i 11.000 meters marchhøjde)                        |          |
| Maksimal rækkevidde, fuldt lastet | 13.430 km                                                              | 7400 km                                         | 10.830 km                                                              |          |
| Startløb ved MTOW                 | 2220 m                                                                 | i/t                                             | 2500 m                                                                 |          |
| Maksimal brændstofkapacitet       | 139.090 l                                                              | 97.530 l                                        | 97.530 l                                                               |          |
| Praktisk stigehøjde               | 12.527 m                                                               | 12.527 m                                        | 12.527 m                                                               | 12.527 m |
| Tophøjde                          | 13.000 m                                                               | 13.000 m                                        | 13.000 m                                                               | 13.000 m |
| Motorer (×2) (see below)          | General Electric CF6-80E1 Pratt & Whitney PW4000 Rolls-Royce Trent 700 | Pratt & Whitney PW4000 Rolls-Royce Trent 700    | General Electric CF6-80E1 Pratt & Whitney PW4000 Rolls-Royce Trent 700 |          |
| Trykkraft (×2)                    | PW: 311 kN RR: 316 kN GE: 320 kN                                       | PW: 311 kN RR: 316 kN                           | PW: 311 kN RR: 316 kN GE: 320 kN                                       |          |

Kilder: Airbus, Pratt & Whitney, EASA, FAA, The International Directory of Civil Aircraft

### Modelbetegnelser
Kilde: EASA Type Certificate Data Sheet EASA.A.004
| Model     | Certificeringsdato | Motorer                               |
| --------- | ------------------ | ------------------------------------- |
| A330-201  | 31. oktober 2002   | General Electric CF6-80E1A2           |
| A330-202  | 31. marts 1998     | General Electric CF6-80E1A4           |
| A330-203  | 20. november 2001  | General Electric CF6-80E1A3           |
| A330-223  | 13. juli 1998      | Pratt & Whitney PW4168A/4170          |
| A330-223F | 9. april 2010      | Pratt & Whitney PW4170 (Freighter)    |
| A330-243  | 11. januar 1999    | Rolls-Royce Trent 772B-60/772C-60     |
| A330-243F | 9. april 2010      | Rolls-Royce Trent 772B-60 (Freighter) |
| A330-301  | 21. oktober 1993   | General Electric CF6-80E1A2           |
| A330-302  | 17. maj 2004       | General Electric CF6-80E1A4           |
| A330-303  | 17. maj 2004       | General Electric CF6-80E1A3           |
| A330-321  | 2. juni 1994       | Pratt & Whitney PW4164                |
| A330-322  | 2. juni 1994       | Pratt & Whitney PW4168                |
| A330-323  | 22. april 1999     | Pratt & Whitney PW4168A/4170          |
| A330-341  | 22. december 1994  | Rolls-Royce Trent 768-60              |
| A330-342  | 22. december 1994  | Rolls-Royce Trent 772-60              |
| A330-343  | 13. september 1999 | Rolls-Royce Trent 772B-60/772C-60     |